# Eastbourne International 2022
Eastbourne International 2022 — тенісний турнір, що проходив на трав'яних кортах у місті Істборн, Велика Британія з 20 до 26 червня. Належав до категорій ATP 250 та WTA 500.

## Фінальна частина

### Чоловіки, одиночний розряд
Тейлор Фріц —  Максім Крессі 6–2, 6–7(4–7), 7–6(7–4)

### Жінки, одиночний розряд
Петра Квітова —  Олена Остапенко 6–3, 6–2

### Чоловіки, парний розряд
Нікола Мектич /  Мате Павич —  Матве Мідделкоп /  Люк Савіль 6–4, 6–2

### Жінки, парний розряд
Александра Крунич /  Магда Лінетт —  Людмила Кіченок /  Олена Остапенко Walkover